# Église Saint-Romain de Guitinières

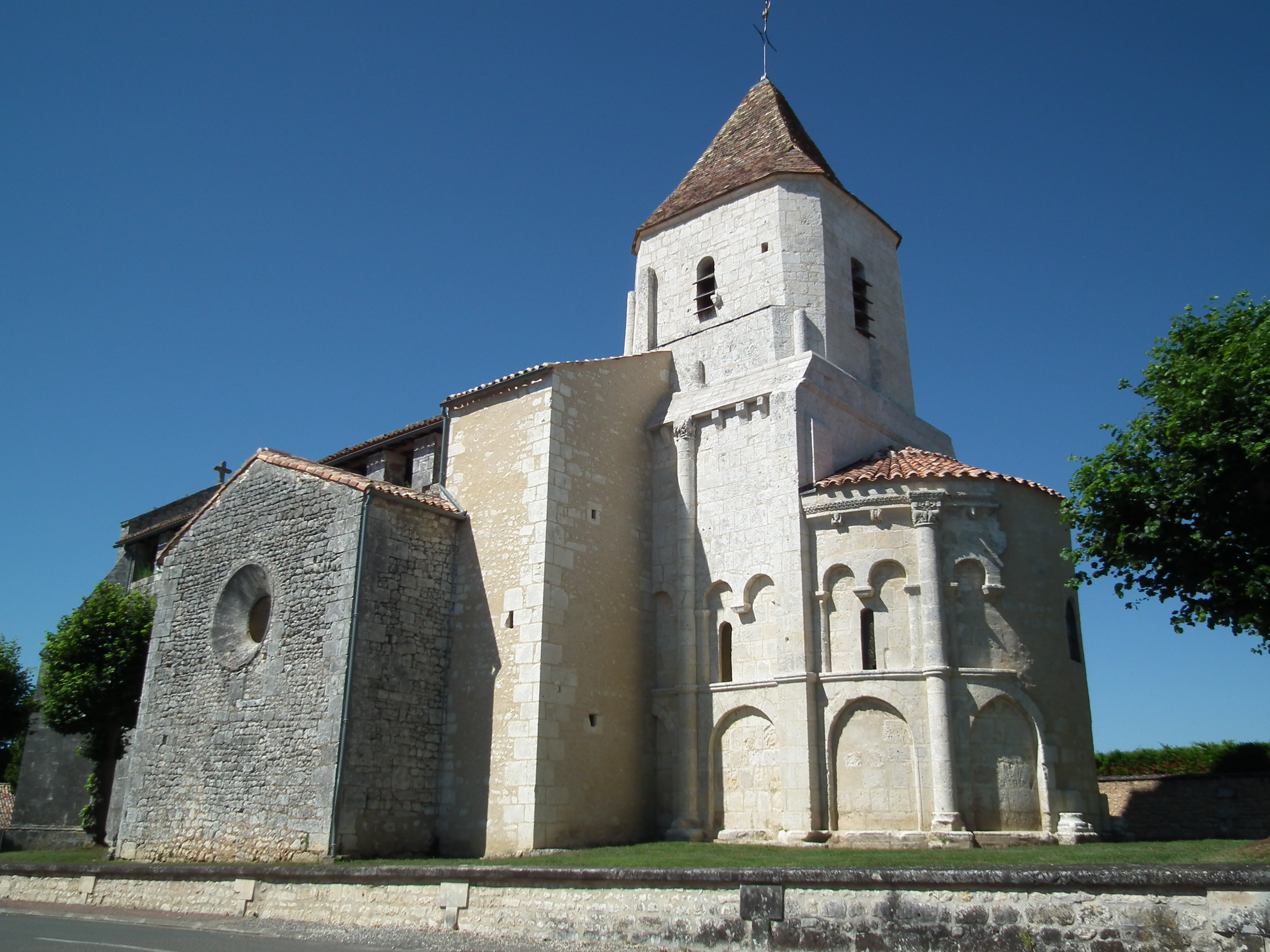
Église de Guitinières (1).

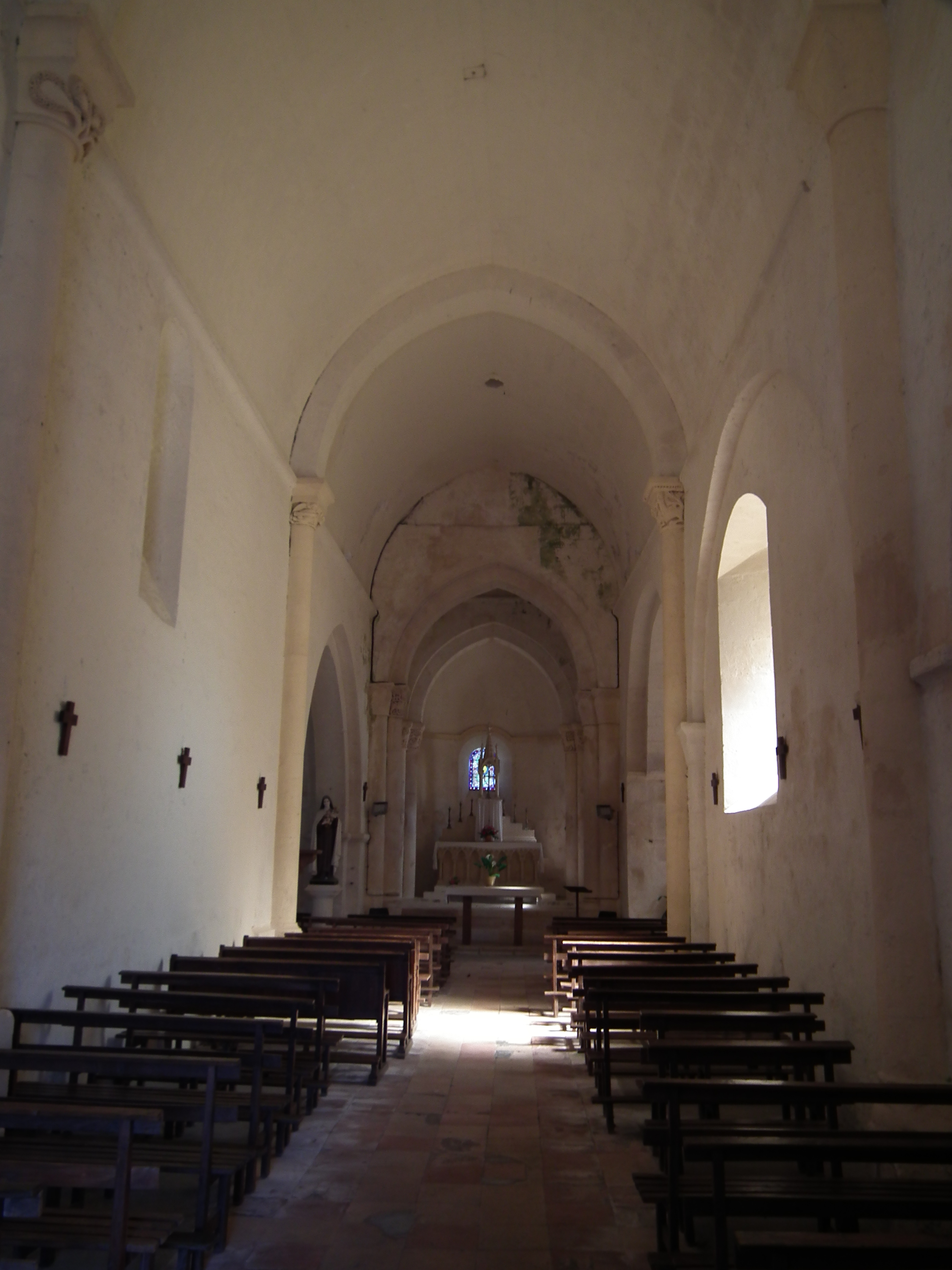
Église romane de Guitinières (3).

Pour les articles homonymes, voir Église Saint-Romain.
L'église Saint-Romain est une église catholique située à Guitinières, dans le département français de la Charente-Maritime en région Nouvelle-Aquitaine.

## Localisation
L'église est située dans le département français de la Charente-Maritime, sur la commune de Guitinières.

## Historique
L'édifice est inscrit au titre des monuments historiques en 1925 et 2000.

## Architecture
L'église de Guitinières est de style roman. Construite au XIIe siècle suivant un plan de croix latine, elle fut fortifiée au XVIIe  siècle comme en témoignent les murs latéraux surmontés de créneaux qui protègent un chemin de ronde. 
Le clocher mutilé au cours des guerres de religion a été en partie reconstruit. Il a malgré tout conservé des colonnes engagées et des bandes de chevrons d'époque romane . La chapelle nord est de style gothique. La chapelle sud a été reconstruite au XVIIIe siècle.  
Par leur diversité les sculptures de style roman du chevet et du portail s'apparentent à celles de la basilique Saint-Eutrope de Saintes. Le sculpteur de Guitinières pourrait être celui de Salignac-de-Mirambeau . Les chapiteaux, les modillons et les corniches sont décorés de rinceaux, de motifs géométriques (cercles sécants, étoiles, entrelacs), de monstres et de figures animales ou humaines. Les personnages portent des costumes finement travaillés. 

## Culte
L'église Saint-Romain, qui est rattachée à la paroisse Saint-Eutrope en pays jonzacais , n'assure toutefois pas de culte depuis au moins les années 2010.